# Ielena Liadova
Ielena Liadova (russe : Еле́на Ля́дова), née le 25 décembre 1980 à Morchansk, est une actrice soviétique puis russe.

## Filmographie sélective
- 2005 : Le Cosmos comme pressentiment
- 2011 : Elena
- 2013 : Le géographe a bu son globe
- 2014 : Léviathan
- 2018 : Dovlatov

## Récompense
- 2013 - 21e édition du Festival du cinéma russe à Honfleur : prix du meilleur rôle féminin pour Le géographe a bu son globe